# Antimoniuro de zinc
El antimoniuro de zinc es un compuesto químico. Su fórmula química es ZnSb. Tiene iones de cinc y antimonio.

## Propiedades
El antimoniuro de zinc es un sólido gris. Sus propiedades están entre una aleación y una sal. Reacciona con el agua para producir estibina. Es un agente reductor. Es un semiconductor.

## Preparación y usos
Se fabrica calentando zinc y antimonio. Se utiliza en transistores y detectores de infrarrojos.